# Cabinet Vogel I (Thuringe)
Pour les articles homonymes, voir Cabinet Vogel.
Le premier gouvernement de Bernhard Vogel a été un gouvernement du Land allemand de Thuringe. Il a été formé le 5 février 1992 par Bernhard Vogel et était soutenu par une coalition entre l'Union chrétienne-démocrate d'Allemagne (CDU) et le Parti libéral-démocrate (FDP). Son mandat a pris fin le 30 novembre 1994.
Il a succédé au gouvernement Duchač et a été remplacé par le deuxième gouvernement Vogel.

## Composition
| Poste                                                                                               | Ministre                                      | Ministre                                      | Parti |
| --------------------------------------------------------------------------------------------------- | --------------------------------------------- | --------------------------------------------- | ----- |
| Ministre-président                                                                                  |                                               | Bernhard Vogel                                | CDU   |
| Ministre de l'Intérieur                                                                             |                                               | Willibald Böck jusqu'au 27/08/1992            | CDU   |
| Ministre de l'Intérieur                                                                             | Franz Schuster à partir du 17/09/1992         |                                               | CDU   |
| Ministre des Finances                                                                               |                                               | Klaus Zeh                                     | CDU   |
| Ministre de la Justice et des Affaires fédérales et européennes Ministre de la Justice (11/02/1992) |                                               | Hans-Joachim Jentsch                          | CDU   |
| Ministre de l'Économie et des Transports                                                            |                                               | Jürgen Bohn                                   | FDP   |
| Ministre de l'Agriculture et des Forêts                                                             |                                               | Volker Sklenar                                | CDU   |
| Ministre des Affaires sociales et de la Santé                                                       |                                               | Hans-Henning Axthelm jusqu'au 27/08/1992      | CDU   |
| Ministre des Affaires sociales et de la Santé                                                       | Frank-Michael Pietzsch à partir du 17/09/1992 |                                               | CDU   |
| Ministre des Affaires fédérales et européennes (11/02/1992)                                         |                                               | Christine Lieberknecht à partir du 11/02/1992 | CDU   |
| Ministre de l'Éducation                                                                             |                                               | Dieter Althaus                                | CDU   |
| Ministre de la Science et de la Culture Vice-Ministre-président                                     |                                               | Ulrich Fickel                                 | FDP   |
| Ministre de l'Environnement et de l'Aménagement du territoire                                       |                                               | Hartmut Sieckmann                             | FDP   |